# 屈完
屈完（？—？），羋姓，屈氏，名完，中国春秋時期楚国大臣。
前656年，齐桓公借自己的妾室蔡姬被蔡国嫁到楚国的事，率领中原诸侯齐及宋、陈、卫、郑、许、鲁、曹、邾八国，打敗蔡国。後宣布討伐楚國，楚成王聞訊後，為挽救國家危機，先派某位使者去齊國交涉，在交涉期間，管仲表示是以周天子之名討伐楚國，责备楚国不能按时进贡苞茅。使者表示楚國知罪，一定不敢再犯，問道能否先退軍，不料要求被齊桓公駁回。
眼見齊國軍隊已在楚國邊境紮營，準備開戰，楚成王緊急改派屈完前往齊國交涉，一定要齊桓公退軍。屈完問道：「齊楚风马牛不相及，齐国为什么进犯楚国？」齐桓公回答：「以此众战，谁能禦之！以此攻城，何城不克？「屈完再回答：「如果齐君用仁德来安抚诸侯，哪个敢不顺服？如果齐君用武力，那楚国就以方城之山作城墙，以汉水作护城河，齐君兵马虽多，恐怕也没有用处！」。最后双方达成妥协，在召陵（今河南省漯河市召陵区）訂立召陵之盟。